# Шарапов Шар (залив)
Шара́пов Шар — мелководный залив Карского моря, в его юго-западной части, между материковой частью западного побережья Ямала и цепочкой дугообразных песчаных островов Шараповы Кошки.

## География
Длина залива около 50 км. Максимальная ширина 33 км. Глубина до 3 м. Залив покрыт льдом с октября по июль, при этом максимальная толщина льда наблюдается в июне, до 180 см.
Берег преимущественно пологий, покрыт тундровой растительностью, местами сильно заболочен. Дно акватории залива представлено в основном талыми и мёрзлыми грунтами. В залив впадает порядка несколько рек. Крупнейшие из них: Мордыяха, Надояха и Юндыяха. В устьях рек имеются острова. В северной части акватории выступает мыс Вангасаля, в южной — мысы Ясаля и Парнэсаля. Небольшая бухта в северной части Шарапова Шара носит название Губа Крузенштерна. На севере с Карским морем залив Шарапов Шар связан проливом Шарапов Шар, на юге — пролив Мутный Шар.
Акватория и побережье губы относятся к территории административного образования Ямальский район Ямало-Ненецкого автономного округа.
Побережье залива необитаемо. Единственное поселение на берегу, Мордыяха, в устье одноимённой реки было упразднёно в 2010 году. Ближайший населённый пункт, вахтовый посёлок Бованенково, находится в 58 км к юго-востоку.
В пределах залива было открыто и готовится к разработке Крузенштернское газоконденсатное месторождение.

## История
Новгородская летопись упоминает, что некий «московский гость Лука со товарищи» первым в конце XVI века достиг островов Шараповы Кошки, залива Шарапов Шар и устья реки Мордыяха. 
1 сентября 1690 года промышленник-мореход, кормщик Родион Иванов, открывший острова Шараповы Кошки, потерпел у островов крушение и провёл на них зиму со своей командой из 14 человек, 11 из которых умерли от цинги. Остальные четверо, включая Иванова, были спасены летом 1691 года русским промысловым судном.